# Toujane
Toujane (àrab: توجان, Tūjān) és una vila de muntanya a uns 22 km al sud-est de Matmata, a la governació de Gabès, situada entre dos cims. A la zona hi ha una àrea natural sensible per l'existència del ginebre vermell.
S'hi han filmat escenes de la pel·lícula La folle de Toujane, de 1974, dirigida per René Vautier.

## Administració
El poble formava part de la delegació o mutamadiyya de Mareth, amb codi geogràfic 51 60 (ISO 3166-2:TN-12), dividit entre quatre sectors o imades:
- Toujane (51 60 61)
- Zemarten (51 60 62)
- Aïn Tounine (51 60 64)
- Dekhilet Toujane (51 60 65)

Però el 2015 es va constituir en delegació independent amb el nom de delegació de Dkhilet Toujane.
Al mateix temps, forma una municipalitat o baladiyya (codi geogràfic 51 26).